# The Interloper
The Interloper è un film muto del 1918 diretto da Oscar C. Apfel. La sceneggiatura di Wallace Clifton si basa su un soggetto di Clara S. Beranger. Prodotto e distribuito dalla World Film, il film aveva come interpreti Kitty Gordon, Irving Cummings, Warren Cook, Isabel Berwin, June Blackman, Frank Mayo, George MacQuarrie, Anthony Byrd.

## Trama
Dalla Virginia, Jane Cameron si trasferisce al Nord insieme al marito, figlio di un magnate delle ferrovie. Lui, Paul Whitney, l'aveva conosciuta quando si era recato nella sua piantagione nella speranza di ottenere il diritto di passaggio sui suoi terreni di una ferrovia del padre. Tra di loro era scoccata una scintilla: si erano subito innamorati e sposati. Ora, però, Jane scopre che tutta la famiglia Whitney, compreso il marito, idolatra ancora il ricordo della prima moglie di Paul, morta qualche anno prima. Edmond Knapp, un amico di famiglia, volendo fare colpo su di lei, le rivela di aver avuto una relazione con la defunta. Ma Jane respinge le avances di quello sgradito corteggiatore e decide di non raccontare niente di quello che ha saputo al marito. Paul, di ritorno a casa, le esprime il suo amore e le confida che lei è la donna più importante della sua vita.

## Produzione
Il film fu prodotto dalla World Film con il titolo di lavorazione Her Great Moment.

## Distribuzione
Il copyright del film, richiesto dalla World Film Corp., fu registrato il 21 maggio 1918 con il numero LU12452. Distribuito dalla World Film, il film uscì nelle sale cinematografiche statunitensi il 3 giugno 1918.
Non si conoscono copie ancora esistenti della pellicola che viene considerata presumibilmente perduta.